# Triathalassothia lambaloti
Triathalassothia lambaloti is een straalvinnige vissensoort uit de familie van kikvorsvissen (Batrachoididae). De wetenschappelijke naam van de soort is voor het eerst geldig gepubliceerd in 1998 door Menezes & de Figueiredo.